# NGC 5784
NGC 5784 est une galaxie lenticulaire située dans la constellation du Bouvier. Sa vitesse par rapport au fond diffus cosmologique est de 5 493 ± 18 km/s, ce qui correspond à une distance de Hubble de 81,0 ± 5,7 Mpc (∼264 millions d'al). NGC 5784 a été découverte par l'astronome germano-britannique William Herschel en 1787.
À ce jour, une mesure non basée sur le décalage vers le rouge (redshift) donne une distance d'environ 82,900 Mpc (∼270 millions d'al). Cette valeur est à l'intérieur des valeurs de la distance de Hubble.

## Groupe de NGC 5739
Selon Abraham Mahtessian, NGC 5784 fait partie du groupe de NGC 5739, la galaxie la plus brillante de ce groupe. Ce groupe de galaxies compte au moins sept membres. Les six autres galaxies du groupe sont NGC 5598, NGC 5603, NGC 5696, NGC 5739, NGC 5787 et NGC 5860.
À ces six galaxies, il faut ajouter la galaxie PGC 51372, car elle forme un couple de galaxies avec NGC 5603.